# Karakasa-obake

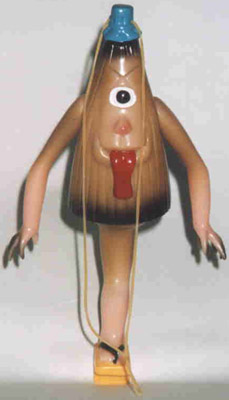
Brinquedo representando um Karakasa.

Karakasa-obake ("guarda-chuva chinês", [唐傘] Erro: {{japonês}}: texto da transliteração contém caractere não latino (pos 1) (ajuda)) ou Kasa-obake é um youkai japonês, um tsukumogami, ou seja, um espírito que origina-se de objetos com 100 anos, dando-lhes vida. Os karakasa em particular são espíritos de guarda-chuvas que atingem os 100 anos. São geralmente representados com um olho, uma língua longa saindo de sua boca e apenas uma perna que calça uma geta, espécie de calçado japonês.

## Na atualidade
Este youkai inspirou um personagem do anime Rosario to Vampire, no qual o personagem Tsukune
estuda em uma escola para monstros.
Este youkai também existe em outro anime chamado youkai watch, neste anime ele é um youkai da chamada tribo calorosa(já que segundo a lenda ele é um youkai simpático e amigável) e considerado um youkai clássico (já que ele é inspirado na lenda original do Karakasa-obake)(nota:neste anime, Karakasa possui nomes em outras línguas, que são:Pallysol em inglês e Praia-sol em português)]
Karakasa é também um monstro do jogo Ragnarok Online.
Na serie de jogos Touhou, há uma personagem chamada Kogasa Tatara, que também é um Karakasa.